# Антоан Вирц
Антоан Йозеф Вирц (на френски: Antoine Joseph Wiertz) е белгийски романтически художник и скулптор.

## Биография
Роден в Динан в сравнително бедно семейство, Вирц постъпва в Кралската академия за изящни изкуства в Антверпен през 1820. Благодарение на своя благодетел Пеир-Йозеф дьо Пол дьо Меб, член на горната камара на парламента, крал Вилем I отпуска на Вирц годишна стипендия след 1821 г. Между ноември 1829 и май 1832 той изучава старите майстори в Лувъра.
През 1828 Вирц взима участие в конкурс за Римската премия, но остава втори. Спечелва престижната премия на втория си опит през 1832, което му позволява да отиде до Рим и да работи там от май 1834 до февруари 1837 г. След завръщането си се установява в Лиеж заедно с майка си.
По време на престоя си в Рим Вирц започва работа върху първата си знаменита творба „Гърци и троянци се бият за тялото на Патрокъл“ (завършена през 1836). Тя е изложена в Антверпен през 1837, къде постига среден успех. Вирц я предлага на парижкия Салон от 1838, но картината пристига прекалено късно и е отхвърлена.
На Салона в Париж от 1839 Вирц излага не само „Патрокъл“, но и три други платна: „Мадам Летиция Бонапарт на смъртното ѝ ложе“, „Мита за трите желания – човешката ненаситност“ и „Полагането на Христос в гробницата“. Лошо окачени и осветени, неговите картини остават безразлични за част от публиката и предизвикват сарказъм сред критиците. Това второ унижение поражда ненавист към критиците и към Париж, изразена в злостния памфлет „Столица Брюксел, провинция Париж“.
През 1844 Вирц рисува втора версия на „Патрокъл“ в по-голям мащаб (първата картина е с размери 3,85 м на 7,03 м; втората – 5,20 м на 8,52 м). Римската версия сега е в Музея на валонското изкуство в Лиеж, а тази от 1844 в Музея „Вирц“ в Брюксел.
След неуспеха в Париж Вирц променя посоката си към все по-прекомерното. Добър пример за това е „Падението на бунтовните ангели“ (1841) – кръгло платно с размери 11,53 см на 7,93 см.
Смъртта на майка му през 1844 е голям удар за художника. Той напуска Лиеж през 1845 и се установява в Брюксел. В този период той рисува сблъсъкът между Красотата и Смъртта, „Две млади момичета или красивата Розин“ (1847), която остава вероятно най-известната му творба.
Недоволен от блестящия ефект на маслените бои, Вирц развива нова техника, комбинираща гладкостта на маслените бои с бързината на рисуване и матовостта на фреските. Тази техника на матово рисуване позволява използването на смесени цветове, терпентин, петрол и груби ленени платна. „Омировия сблъсък“ (1853) е първата мащабна картина, нарисувана чрез тази техника. Използваните съставки са причина за бавното гниене на картините, нарисвани по този начин.
Много от картините му от 50-те години имат социално или философско послание, често представено чрез бълнуващи образи, като „Глад, лудост и престъпление“ (1853), „Четящият романи“ (1853), „Самоубийството“ (1854), „Преждевременно погребение“ (1854) и „Последното оръдие“ (1855).
Вирц е и способен портретист и прави автопортрети на различна възраст. Като скулптор той създава най-ценните си проекти в края на живота си – серия пластири, представящи „Четирите етапа на човечеството“ (1860 – 62), възпроизведени от мрамор за Музея „Вирц“ от Огюст Франк.
След дълги преговори с белгийското правителство, Вирц успява да реализира мечтата си да превърне последното си студио в музей на творбите си. Белгийската държава закупува голям парцел земя и финансира строителството на голяма зала, в която да се помещават монументалните произведения на художника. В замяна на това Вирц дарява всичките си творби на белгийската държава, със задължението те да останат при живе и след смъртта му в студиото.
Вирц умира в студиото си. Тялото му е балсамирано в съответствие с древноегипетските погребални ритуали и погребано в гробница в общинското гробище на Иксел.
Повлиян основно от Рубенс и късния Микеланджело, манументалните картини на Вирц се колебаят между класическия академизъм и яркия романтизъм, между грандиозното и абсурдното. Изобразителният му език предвещава идването на символизма, а донякъде и на сюрреализма – две много силни течения в белгийската живопис.
Копие на скулптурата на Вирц „Триумфът на светлината“ е разположено на хълма Маунт Олипмус (в миналото смятан за географски център на града) в Сан Франциско, между Хейт-Ашбъри и Корона Хайтс. Идеята е осъществена през 1887 от тогавашния кмет Адолф Сутро. През годините поради неподдържане статуята се срутва и така и е изпратена за поправка. В края на 1930-те историята и произхода на статуята не са обещствено известни в Сан Франциско, а към средата на 50-те години, статуята изчезва. Днес на хълма стои само постаментът.

### Музеят „Вирц“
Днес Музеят „Вирц“ е част от Кралските музеи за изящни изкуства на Белгия. Намира се в района Леополд, в Брюксел, близо до люксембургската жп гара и днес е „засенчен“ от комплекса на Европейския парламент. Улица „Вирц“ започва от музея и стига до парламента, като непреднамерено ехо на вирцовия призив Брюксел да стане столица на Европа.

## Галерия
- „Ще се срещнем в Рая“
- „Гигант от Земята“
- „Самоубийство“ (1854)
- „Две млади момичета или красивата Розин“ (1847)
- „Гърци и троянци се бият за тялото на Патрокъл“ (1844)
- „Омировия сблъсък“ (1853)
- Основната зала на музея „Вирц“
- „Преждевременно погребение“ (1854)
- „Квазимодо“
- „Сцена от Ада“
- „Бунтът на Ада срещу Рая“ (1841)
- „Младата магьосница“ (1857)